# Synargis calyce
Synargis calyce is een vlindersoort uit de familie van de prachtvlinders (Riodinidae), onderfamilie Riodininae.
Synargis calyce werd in 1862 beschreven door C. & R. Felder.